# هان یانگ جو

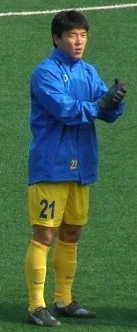
هان یانگ جو

هان یانگ جو (انگلیسی: Hong Yong-jo؛ زادهٔ ۲۲ مهٔ ۱۹۸۲) یک بازیکن فوتبال اهل کره شمالی است.